# Jan Anton Nijkamp

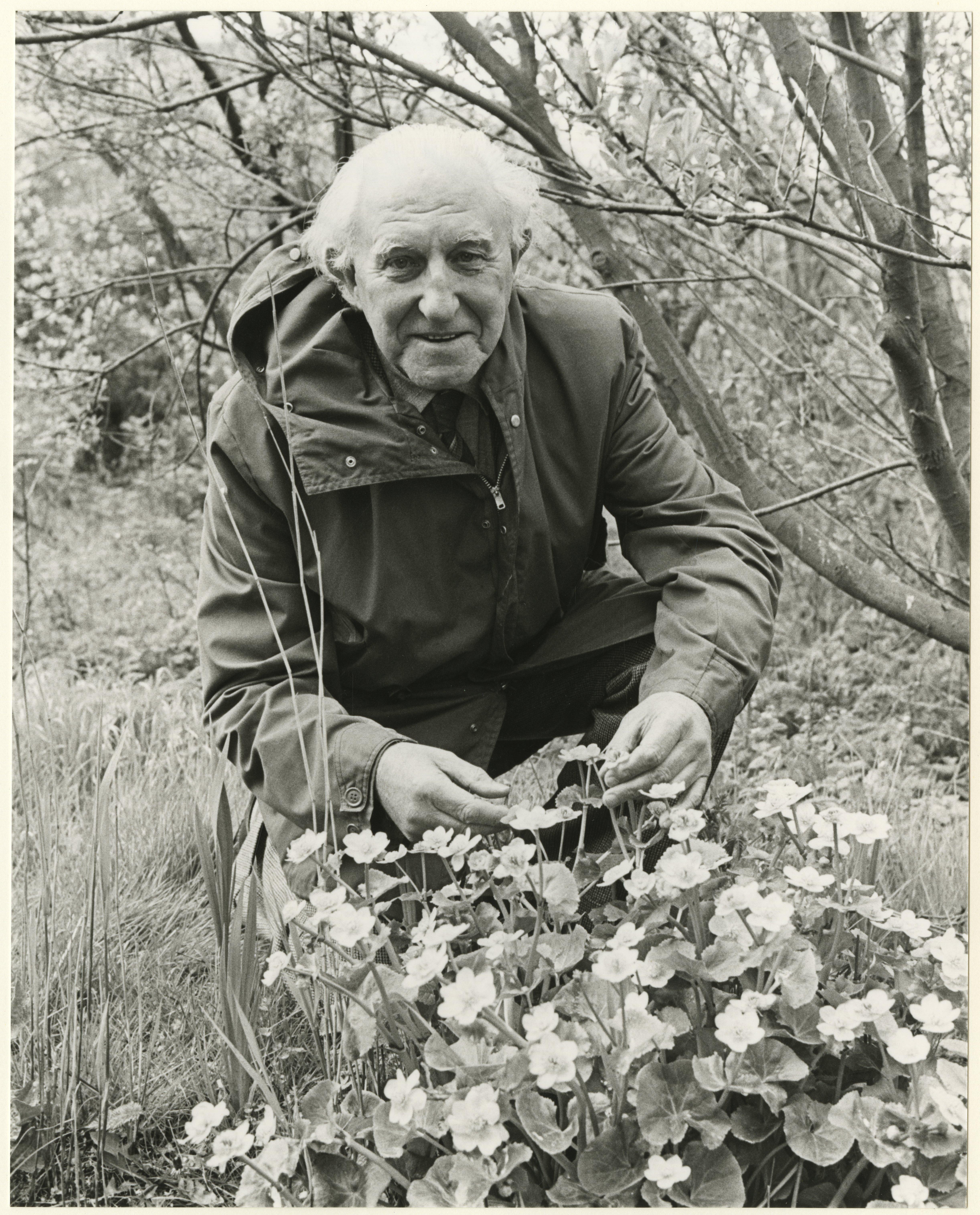
J.A. Nijkamp, bioloog en schrijver van stukjes in 'Het Vaderland', 1981

Jan Anton Nijkamp (1905-1982) was een Nederlands natuurbeschermer en schrijver.
Nijkamp was directeur van de Haagse School- en kindertuinen en vervulde verschillende functies binnen de natuurbescherming. Zo was hij van 1949 tot 1967 voorzitter van de KNNV en vanaf 1954 voorzitter van de Bond van Natuurbeschermingswachten. Hij was ook schrijver van stukjes in 'Het Vaderland'.
Samen met Jaap van Dijk die hij kende vanuit de KNNV, richtte hij in 1960 het IVN op, de opvolger van de bond. Hij was voorzitter tot 1972. Nijkamp gold als een goed veldbioloog en hij leidde vele kampen van de KNNV. Natuureducatie was echter de grote passie voor Nijkamp. Het betekende voor hem het bijbrengen van natuurkennis, maar wel op een leuke, aanschouwelijke en directe manier. Dat zou naar zijn idee leiden tot waardering voor de natuur.